# Xi Cancri
Nahn eller Xi Cancri (ξ Cancri, förkortad Xi Cnc, ξ Cnc), som är stjärnans Bayer-beteckning, är en dubbelstjärna i östra delen av stjärnbilden Kräftan. Den har en kombinerad skenbar magnitud av 5,15 och är synlig för blotta ögat där ljusföroreningar ej förekommer. Baserat på parallaxmätning inom Hipparcosuppdraget på ca 8,7 mas, beräknas den befinna sig på ett avstånd av ca 370 ljusår (114 parsek) från solen. På det beräknade avståndet minskar dess skenbara magnitud med 0,135 enheter genom en skymningsfaktor orsakad av interstellärt stoft.

## Nomenklatur
Xi Cancri var tillsammans med Lambda Leonis (Alterf) persiska Nahn, "näsan" och de koptiska piautosna, "ögat", båda månstjärnor. Nahn var 1971 också namnet på Xi Cancri i ett tekniskt memorandum från NASA. År 2016 organiserade Internationella astronomiska unionen en arbetsgrupp för stjärnnamn (WGSN) med uppgift att katalogisera och standardisera riktiga namn för stjärnor. WGSN fastställde i juni 2018 namnet Nahn för Xi Cancri, vilket nu ingår i IAU:s Catalog of Star Names.

## Egenskaper
Primärstjärnan Xi Cancri A är en gul till vit jättestjärna av spektralklass G9 III Fe-1 CH-0.5. Den har en radie som är ca 13,7 gånger solens radie och avger ca 118 gånger mer energi än solen från dess fotosfär vid en effektiv temperatur på ca 5 100 K.
Xi Cancri är en enkelsidig spektroskopisk dubbelstjärna med en omloppsperiod på 4,66 år och en excentricitet på 0,06. Följeslagare, Xi Cancri B, har skenbar magnitud 6,20.